# خليج السويس
خليج السويس هو الفرع الغربي من شمال البحر الأحمر وهو صدع صغير يعود تاريخه لـ 40 مليون سنة. سمي بهذا الاسم نسبة إلى مدينة السويس المصرية. يبلغ طوله من أقصى جنوبه حتى مدخل قناة السويس شمالا 280 كم.

## اقرأ أيضاً
- قناة السويس